# Gaius Salvius Liberalis Nonius Bassus
Gaius Salvius Liberalis Nonius Bassus (vollständige Namensform Gaius Salvius Gai filius Velina Liberalis Nonius Bassus) war ein im 1. Jahrhundert n. Chr. lebender Angehöriger des römischen Senatorenstandes. Durch eine Inschrift, die bei Urbs Salvia gefunden wurde, sind einige Stationen seiner Laufbahn bekannt.
Bassus wurde zu einem unbestimmten Zeitpunkt in das Kollegium der Arvalbrüder gewählt; er ist als Arvalbruder durch die Arvalakten für den 30. September 81 und den 3. Januar 86 belegt. Darüber hinaus war er Kommandeur (Legatus legionis) der Legio V Macedonica, die ihr Hauptlager in Oescus in der Provinz Moesia hatte.
Bassus war Statthalter (Proconsul) in der Provinz Macedonia, vermutlich im Amtsjahr 83/84. Darüber hinaus war er Suffektkonsul in den ersten Regierungsjahren von Domitian.
Bassus war in der Tribus Velina eingeschrieben.

## Datierung
Laut Werner Eck kann er frühestens im Amtsjahr 82/83 und spätestens im Amtsjahr 84/85 Statthalter in Macedonia gewesen sein. Er muss Suffektkonsul auf jeden Fall vor 87 gewesen sein. Aufgrund eines (unvollständigen) Militärdiploms wird angenommen, dass er das Amt 85 zusammen mit Cornelius Orestes ausübte.